# German Village (Dugway Proving Ground)

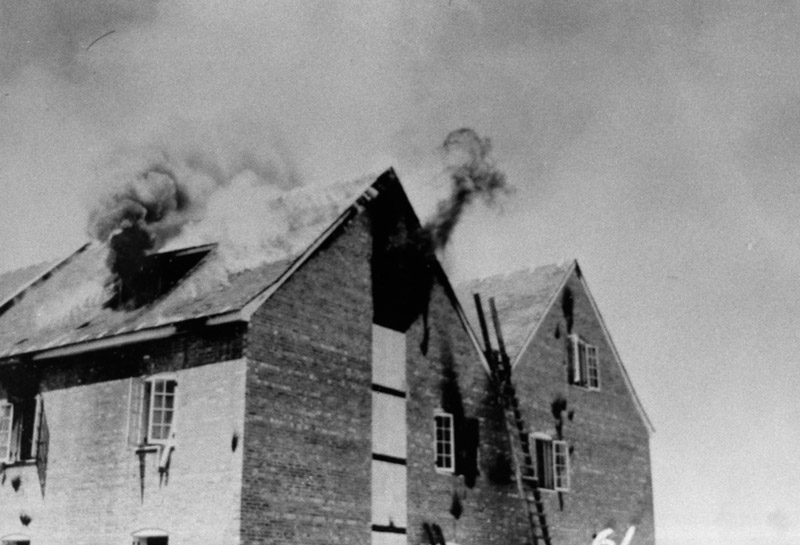
German Village. 1943 testete das US-Militär im German-Japanese Village Brandbomben und chemische Kampfstoffe, hier die AN-M69-Napalmbombe.

Das sogenannte German Village (Deutsches Dorf) war ein realistischer Nachbau deutscher Wohnbauten in urbanen Gebieten, der 1943 von der United States Army mit Technikern der Standard Oil Development Company auf dem Testgelände Dugway Proving Ground in Utah errichtet wurde, um die Wirkung von Brandbomben auf diese Bauform zu testen.
Ein Teil der Anlage orientierte sich an der für das Rheinland typischen Bauweise, der andere Teil an eher norddeutschen Bauweisen. Unter den Experten, die Planungen und Informationen für die Bauten und deren Ausstattungen lieferten, waren auch die deutschen Architekten und Ingenieure Erich Mendelsohn, Konrad Wachsmann, Paul Zucker, Georg Hartmüller, die vor den Nationalsozialisten ins amerikanische Exil fliehen mussten, und Hans Knoll.
Die Wirksamkeit der zu verwendenden Brandbomben testeten die USAAF auch an im japanischen Stil errichteten Gebäuden im sogenannten „Japanese village“ auf dem Dugway Proving Ground.
In den 1950er Jahren wurden die Gebäude des „German Village“ genutzt, um biologische und chemische Waffen zu testen.

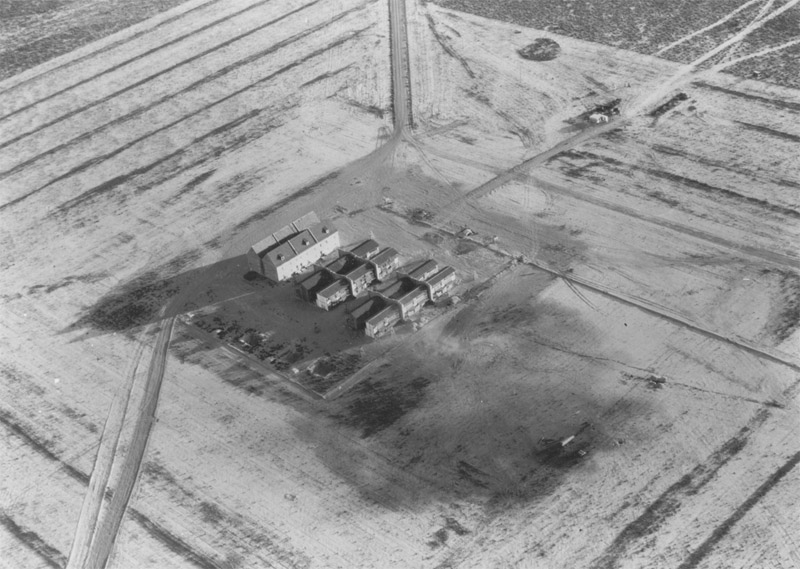
German und Japanese Village, 1943
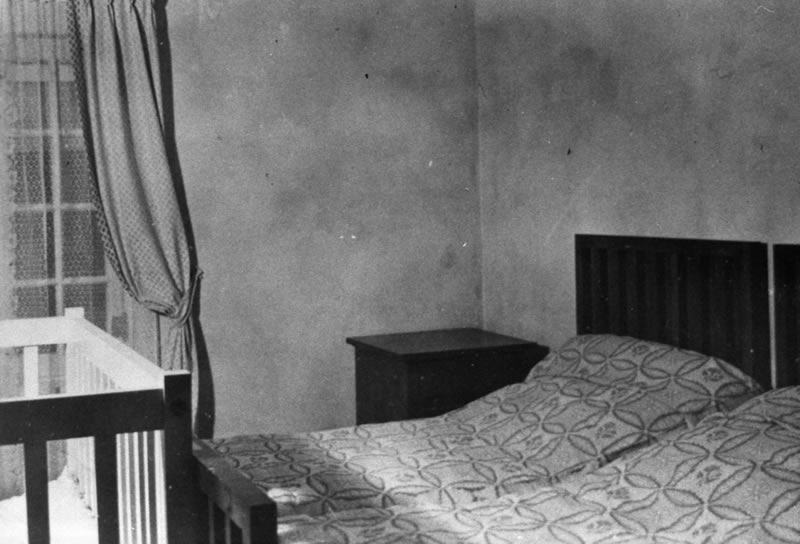
German Village Innenarchitektur, 1943
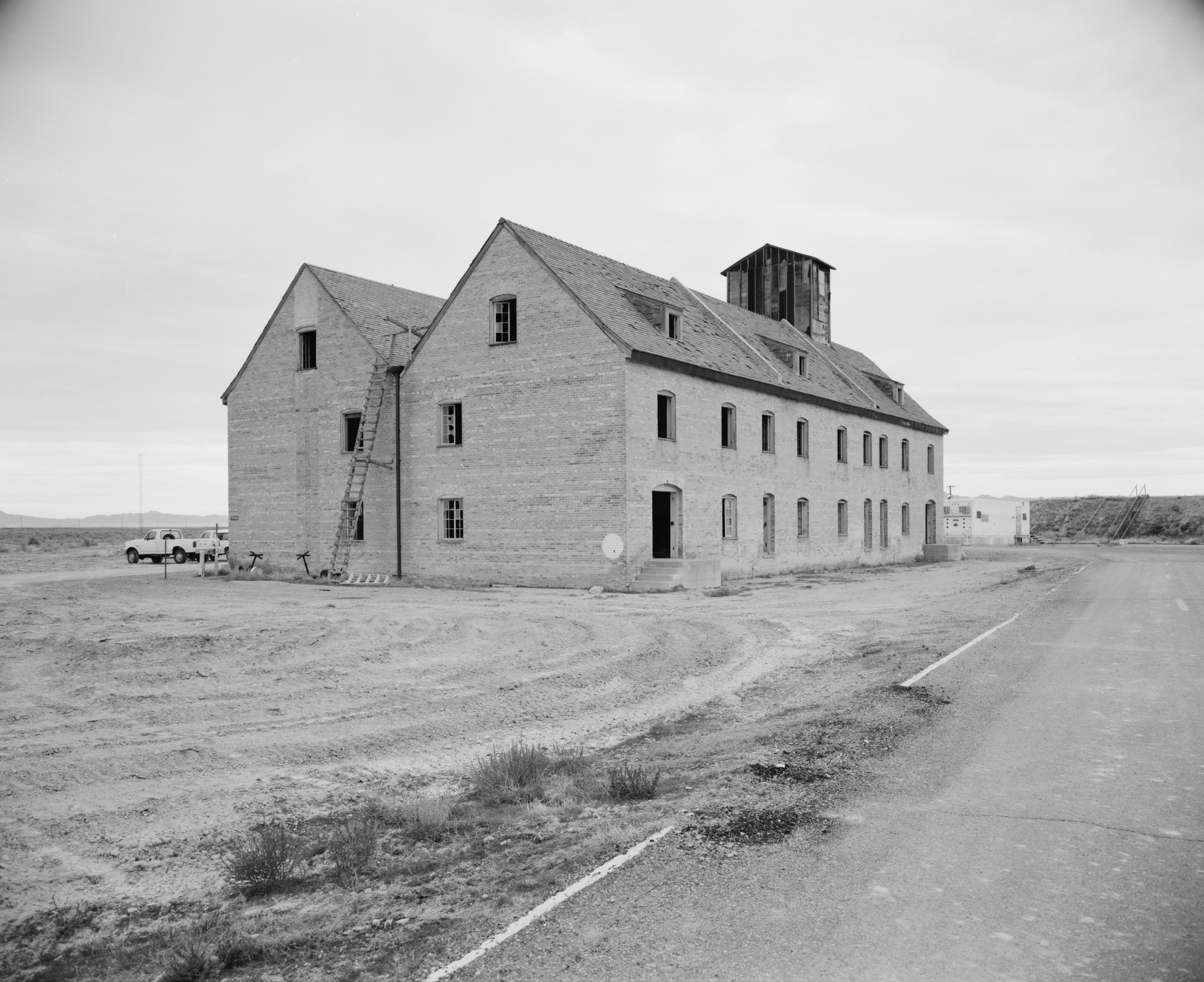
German Village, 1990er Jahre